# توني مارشال
توني مارشال (بالفرنسية: Tonie Marshall)‏ ولدت في 29 نوفمبر 1951 بنويي-سور-سين في فرنسا. - 12 مارس 2020)
هي كاتبة سيناريو ومخرجة وممثلة فرنسية، والمخرجة الوحيدة التي حصلت على جائزة (سيزار) لأفضل إخراج في عام 2000، حازتها عن فيلم (فينوس بوتيه إنستيتو).

## الحياة الشخصية
توني هي ابنة عائلة فنية فوالدتها الممثلة الفرنسية ميشيل بريسل، ووالدها المخرج والمنتج والممثل الأمريكي وليام مارشال.

## المسيرة المهنية
بدأت تجربتها الإخراجية في عام 1990، عبر فيلم (بنتيمنتو)، واتبعته بـ 10 أفلام أخرى طويلة كان أحدها (فينوس بوتيه إنستيتو)، الذي نالت عنه جائزة (سيزار) لأفضل فيلم وأفضل مخرجة.

## وصلات خارجية
- طوني مارشال على موقع IMDb (الإنجليزية)
- طوني مارشال على موقع ألو سيني (الفرنسية)
- طوني مارشال على موقع ميوزك برينز (الإنجليزية)
- طوني مارشال على موقع أول موفي (الإنجليزية)
- طوني مارشال على موقع قاعدة بيانات الأفلام السويدية (السويدية)
- طوني مارشال على موقع ديسكوغز (الإنجليزية)
- طوني مارشال على موقع قاعدة بيانات الفيلم (الإنجليزية)
- طوني مارشال على موقع كينوبويسك (الروسية)